# Parlamentsvalet i Storbritannien 1992
Parlamentsvalet i Storbritannien 1992 skedde den 9 april 1992. De konservativa vann för fjärde gången i rad, trots att de länge låg efter i opinionsundersökningarna. 
Valdeltagandet var högt, 77,67 procent. Efter valet avgick Neil Kinnock som partiledare för Labour. Det konservativa partiets drygt 14 miljoner röster var och är det största antalet röster ett parti erhållit i ett brittiskt parlamentsval.
| Parti                              | Röster     | Platser | Förändring | Andel av rösterna (%) |
| ---------------------------------- | ---------- | ------- | ---------- | --------------------- |
| Konservativa                       | 14 093 007 | 336     | - 40       | 41 ,9                 |
| Labour                             | 11 560 484 | 271     | + 42       | 34 ,4                 |
| Liberaldemokraterna                | 5 999 384  | 20      | - 2        | 17 ,8                 |
| SNP                                | 629 564    | 3       |            | 1 ,9                  |
| Ulster Unionist Party              | 271 049    | 9       |            | 0 ,8                  |
| Social Democratic and Labour Party | 184 445    | 4       | + 1        | 0 ,5                  |
| Green Party of England and Wales   | 170 047    | 0       |            | 0 ,5                  |
| Plaid Cymru                        | 156 796    | 4       | + 1        | 0 ,5                  |
| Democratic Unionist Party          | 103 039    | 3       |            | 0 ,3                  |
| Sinn Féin                          | 78 291     | 0       | - 1        | 0 ,2                  |
| Alliance Party of Northern Ireland | 68 665     | 0       |            | 0 ,2                  |
| Liberal Party                      | 64 744     | 0       |            | 0 ,2                  |
| Natural Law Party                  | 62 888     | 0       |            | 0 ,2                  |
| Ulster Popular Unionist Party      | 19 305     | 1       |            | 0 ,1                  |
| The Workers Party                  | 4 359      | 0       |            | 0 ,1                  |
| Oberoende Unionister               | 2 256      | 0       |            | 0 ,0                  |